# Мишеви и пацови
Мишеви или мишеви и пацови (лат. Muridae) је породица која укључује велики број врста мишева и пацова.
Најбројнија је породица сисара. Обухвата око 140 родова са преко 650 врста природно распрострањених у Старом свету и Аустралији, док су поједине врсте уведене и на америчке континенте. Понекад се породица посматра у ширем смислу, када обухвата све мишолике глодаре.
Име Muridae потиче од латинског mus (генитив muris), што значи „миш”, пошто сви прави мишеви припадају породици, а типичнији мишеви припадају роду Mus.

## Распрострањеност и станиште
Муриди се налазе скоро свуда у свету, иако многе подпородице имају ужи распон. Муриди се не налазе на Антарктику или на многим океанским острвима. Иако ниједан од њих није пореклом из Америке, неколико врста, посебно кућни миш и црни пацов, уведени су широм света. Муриди заузимају широк спектар екосистема од тропских шума до тундре. Јављају се фосоралне, дрвене и полуводене врсте мурида, иако су већином копнене животиње. Обимна листа ниша испуњених муридима помаже да се објасни њихово релативно обиље.

## Исхрана и зуби
Код мурида постоји широк спектар навика у исхрани, од биљоједа и свеједа до специјалиста који једу искључиво кишне глисте, одређене врсте гљива или водене инсекте. Већина родова конзумира биљну материју и мале бескичмењаке, често чувајући семе и другу биљну материју за зимску потрошњу. Муриди имају широнатасне чељусти (предачко својство код глодара) и присутна је дијастема. Муридима недостају очњаци и преткутњаци. Генерално, налазе се три кутњака (иако понекад само један или два), а природа кутњака варира у зависности од рода и навика храњења.

## Репродукција
Неки муриди су веома друштвени, док су други усамљени. Женке обично производе неколико легла годишње. У топлим крајевима, размножавање се може одвијати током целе године. Иако је животни век већине родова генерално мањи од две године, муриди имају висок репродуктивни потенцијал и њихова популација има тенденцију да се брзо повећава, а затим драстично опада када су ресурси хране исцрпљени. Ово се често види у циклусу од три до четири године.

## Карактеристике
Муриди су мали сисари, типично дуги око 10 cm (3,9 in) без репа, али у распону од 4,5 до 8 cm (1.8 до 3.1 in) код афричког пигмејског миша до 48 cm (19 in) код јужног џиновског пацова са витким репом. Они обично имају витка тела са љускастим реповима дужим од тела, и шиљате њушке са истакнутим брковима, али са великим варијацијама у овим општим особинама. Неки муриди имају издужене ноге и стопала, што им омогућава да се крећу скакућућим покретима, док други имају широка стопала и хватајући реп како би побољшали своју способност пењања, а трећи немају ниједно прилагођавање. Они су најчешће неке нијансе браон боје, иако многи имају црне, сиве или беле ознаке.
Муриди углавном имају одлична чула слуха и мириса. Живе у широком спектру станишта од шума до травњака и планинских ланаца. Бројне врсте, посебно гербили, прилагођени су пустињским условима и могу дуго да преживе са минималном количином воде. Они конзумирају широк спектар хране у зависности од врсте, уз помоћ снажних мишића вилице и гризућих секутића који расту током живота. Зубна формула мурида је 1.0.0.1-31.0.0.1-3.
Муриди се често размножавају, често стварајући велика легла неколико пута годишње. Обично рађају између двадесет и четрдесет дана након парења, иако се то у великој мери разликује међу врстама. Млади се обично рађају слепи, без длаке и беспомоћни, иако се дешавају изузеци, као што је код шиљастих мишева.

## Еволуција
Као и код многих других малих сисара, еволуција мурида није добро позната, јер је мало фосила преживело. Вероватно су еволуирали од животиња сличних хрчку у тропској Азији у раном миоцену, и тек су касније настале врсте способне да преживе у хладнијим климама. Они су постали посебно уобичајене широм света током тренутне геолошке епохе, као резултат повезивања са људским миграцијама.

## Класификација
Муриди су класификовани у пет потфамилија, око 150 родова и око 834 врсте.

### Потпородице[14]
- Deomyinae (бодљасти мишеви, четкасти мишеви, везани пацови)
- Gerbillinae (гербили, џирди и пешчани пацови)
- Leimacomyinae (того миш)
- Lophiomyinae (гривасти пацов или крестасти пацов)
- Murinae (пацови и мишеви Старог света, укључујући влеи пацове)

## У литератури
Муриди се појављују у књижевности, укључујући народне приче и бајке. У Шареном фрулашу из Хамелина, препричаваној у многим верзијама од 14. века, укључујући и ону браће Грим, хватач пацова намами градске пацове у реку, али градоначелник одбија да му плати. У знак освете, хватач пацова намами сву децу из града, да се никада не врате. Мишеви се појављују у неким малим књигама Беатрикс Потер, укључујући Причу о два лоша миша (1904), Причу о госпођи Титлмаус (1910), Причу о Џонију градском-мишу (1918) и Кројачу из Глостера (1903), коју је описао Ј. Р. Р. Толкиен као можда најближу његовој идеји бајке, а остало су „басне о зверима“. Међу Езоповим баснама су Мачка и мишеви и Жаба и миш. У првом роману Џејмса Херберта, Пацови, (1974), једну скитницу напада и живог поједе чопор џиновских пацова; следе даљи напади.